# Jean Chaleyé
Jean Chaleyé, dit Joannès Chaleyé est un peintre, graphiste et spécialiste français de la dentelle né le 22 avril 1878 à Saint-Étienne et mort le 24 février 1960 au Puy-en-Velay. Il a joué un rôle artistique et pédagogique prépondérant pour préserver et renouveler la tradition française de la dentelle à la main durant la première moitié du XXè siècle, au Puy-en-Velay notamment.

## Jeunesse et formation
Jean Chaleyé, dit Joannès Chaleyé , fut d'abord élève à l’École régionale des arts industriels de Saint-Étienne (aujourd'hui École supérieure d'art et design Saint-Étienne). Chaleyé reçoit de sa ville natale une bourse lui permettant de poursuivre ses études pendant encore trois ans à l’École des beaux-arts de Lyon qu'il intègre en 1896. Il y rejoint la classe dite « de fleurs ». Trois ans plus tard à sa sortie de l'école il fut grand lauréat et reçut de celle-ci une médaille d’or ainsi qu'une bourse de la ville de Lyon lui offrant la possibilité de poursuivre sa formation à Paris. Il entre en 1899 à l'École nationale supérieure des arts décoratifs de Paris où il rejoint la classe de Louvrier de Lajolais (directeur entre 1877 et 1908) qui s'intéresse à la rénovation des arts appliqués à l'industrie. En 1900, Chaleyé fut également reçu élève à l'École nationale supérieure des beaux-arts (atelier de Fernand Cormon) où il acheva sa culture artistique.                                                      

## Carrière artistique et administrative

### Enseignement de la dentelle au Puy-en-Velay (1903-1930)
En 1903, année à laquelle fut promulguée la loi Engerand-Vigouroux visant à « créer l’apprentissage professionnel de la dentelle à la main » Louvrier de Lajolais, qui avait affirmé la nécessité de former des artistes capables de fournir « des modèles excellents dont la reproduction puisse se faire industriellement », propose à Chaleyé de partir en province, au Puy-en-Velay (Haute-Loire), afin d’y organiser l’apprentissage artistique de la dentelle aux fuseaux.                                                     
En 1903, il entre dans l'enseignement, crée à l’École pratique de commerce et d’industrie du Puy-en-Velay le cours d'enseignement d'art appliqué à la dentelle. Il crée alors des dessins de dentelles qui sont réalisés soit dans le cadre de l'école soit par le dentellier Oudin. Il voulait remplacer les dessins traditionnels à motifs géométriques et répétitifs par des formes très souples inspirées de la flore locale.                                                   
Il représenta le ministre du Commerce au congrès international du dessin en 1908 à Londres, fut chargé d'un rapport par le Ministère du Commerce sur l'enseignement de la dentelle en France et à l'étranger. Il fut également chargé de missions à Bruxelles en 1911. Il se marie en 1912 au Puy avec Andrée Gimbert. Mobilisé de 1914 à 1918, Chaleyé est réformé de guerre à la suite d'une maladie (hypertrophie du cœur) contractée sur le front et il dirige en 1918 le service des contrôles d'une usine de fabrication de moteurs d'avions à Lyon. Il est nommé chevalier de la Légion d'Honneur en 1921 pour services exceptionnels rendus à l'enseignement. En 1922, il fut chargé d'une mission d'inspection, et fut membre du jury des classes textiles à l'Exposition des arts décoratifs de 1925. A cette exposition, il obtint une nouvelle médaille d'or pour l'ensemble de ses créations dentellières.                                                   

### Expositions internationales
En 1904, il fait participer la section « Dentelle » à l'exposition du  musée Galliera à Paris qui présente les dentelles réalisées selon ses idées. En 1905, il crée pour le dentellier Oudin la feuille d'éventail qui est achetée par le musée de Saint-Gall en Suisse. Il participe à différents concours et expositions internationales au cours desquelles il obtint plusieurs récompenses :                                                  
- Exposition internationale de Liège (1905): il a créé une feuille d’éventail à décor de vigne vierge qui a participé à cette exposition.
- Concours de la Dentelle de France (1907): la section « Dentelle » dont il dirige les travaux obtient 3 distinctions : le premier prix (1000 Francs), le deuxième prix en collaboration, ainsi que pour ses travaux personnels, le prix du Sous-Secrétaire d’État des Beaux Arts.
- Exposition franco-britannique de Londres (1908): médaille d’or pour un galon de fuchsias signé par Chaleyé.
- Exposition universelle de Bruxelles (1910) : un grand prix fut obtenu par trois dentelles signées par Chaleyé (paysage avec effet de grisaille, un combat de coqs en couleur et un coussin à décors de marrons à toile d’araignée). Chaleyé obtint également une médaille d'or pour sa collaboration.
- Exposition internationale de Turin (1911): il avait réalisé de nouveaux dessins qui lui avaient valu une médaille d’or au titre de sa collaboration.
- Exposition internationale de Lyon (1914): il est médaillé pour sa collaboration. Participation des sections « Dentelle » et d' « Ébénisterie » dont Chaleyé dirigea les travaux et dessina les modèles pour cette exposition.

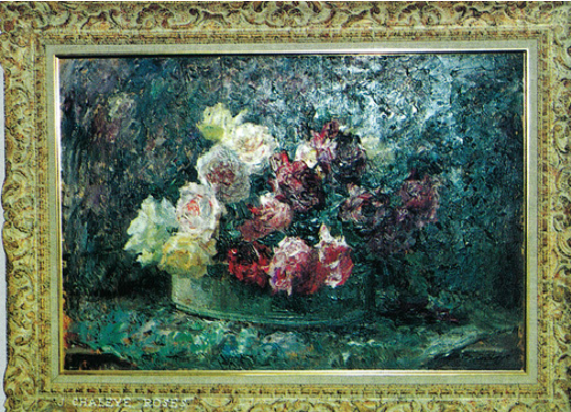
Tableau de Jean Chaleyé exposé au Musée Crozatier du Puy-en-Velay

En parallèle de son implication artistique dentellière, il exposa ses toiles au Salon des artistes français dès 1902. Au Salon des indépendants, une de ses œuvres fut retenue par la Commission des beaux-arts de la Ville de Paris et plusieurs musées ont acquis de ses toiles : les villes du Puy, Lyon, Clermont-Ferrand, Saint-Gall (Suisse). Sept d'entre elles sont encore exposées au Musée Crozatier au Puy-en-Velay. Peintre des fleurs réputé, il connut ses principaux succès dans les régions lyonnaises et stéphanoises où il exposa surtout.

### Enseignement de la dentelle à Roubaix et Bailleul (1930-1939)
Il quitte Le Puy-en-Velay en 1930 pour Roubaix où il est nommé directeur de l'École nationale supérieure des arts et industries textiles. Il est aussi directeur artistique de l'école de dentelles de Bailleul dont il modernise la facture. Par ses dessins et grâce aussi à sa longue expérience des expositions, il favorisa l'obtention par cette école du Grand Prix à l'Exposition de Bruxelles (1935). Il est promu au rang d'officier la Légion d'Honneur en 1937. En 1939, il fait valoir ses droits à la retraite de la Fonction publique et est nommé directeur honoraire pour ses services rendus à l'enseignement technique.

### Retour au Puy-en-Velay (1940-1960)
En 1940, Chaleyé revient au Puy-en-Velay où il constate la faiblesse et la médiocrité de l'enseignement de la dentelle. La dentelle mécanique et sa concurrence sont incriminées. Chaleyé qui prend la direction d'un nouveau mouvement de rénovation de la dentelle aux fuseaux en 1942 le réprouve et il fonde cette même  année, avec le soutien du dentellier Paul Fontanille, le conservatoire départemental de la dentelle à la main. Il regrettait notamment que les industriels dentelliers de cette époque assistaient à la disparition de la dentelle dans les vêtements sans pour autant chercher à se reconvertir dans de nouveaux débouchés comme celui de l'ameublement (stores, brise bises, napperons etc.). Jusqu'à la fin de sa vie, il se passionne et combat pour l'industrie dentellière du Velay.

## Publications
Chaleyé publia six principaux ouvrages. Les trois premiers visaient principalement à redévelopper et perpétuer l'art de la dentelle : 
- Dentelles du Puy, compositions de Joannès Chaleyé, Calavas, Librairie des arts décoratifs (en France) et Schultz (en Allemagne et Autriche-Hongrie), 1911
- L'enseignement professionnel dentellier en Haute-Loire : historique et réalisations récentes, Conservatoire départemental de la dentelle à la main, 1945
- Méthode d'enseignement de la dentelle aux fuseaux, Conservatoire départemental de la dentelle à la main, 1946
- La Dentelle à la main du Velay, sa valeur économique, ses perspectives d'avenir, Conservatoire départemental de la dentelle à la main, 1948
- La Dentelle à la main du Velay, Préface d'André Siegfried de l'Académie Française, Conservatoire départemental de la dentelle à la main, 1948
- La Dentelle à la main en Velay. Son évolution historique, sa situation présente, Technique, Art, Science, 1949

## Expositions posthumes
Trois principales expositions sur son œuvre picturale et dentellière ont été organisées depuis sa disparition :
- Rétrospective Chaleyé 1878 1960, Orangerie du Sénat, Juin - Juillet 1978[13]
- Les jardins et les fleurs de J.-B. Chaleyé, Baptistère Saint-Jean du Puy-en-Velay, Mai - Août 1984[14]
- Exposition peintures et dentelles, Conseil Départemental de la Haute-Loire, Juillet - Août 2015